# بابا سنفور
بحسب سيناريو المسلسل هو ساحر القرية وهو حكيمها وهو زعيمها. يلبس قبعة حمراء و بنطال أحمر مما يجعله سهل التمييز عن بقية السنافر .
نجده دائماً يسعى لفك رموز الوثائق السحرية وصنع المشروبات السحرية التي تحمي القرية من شرشبيل وقطه هرهور ومن الأخطار الأخرى، كما أنه يحب سنافره كثيرا
عمر بابا سنفور أكثر من 500 سنة تقريبا ودائما ما يعتمد على سنفور مفكر

## أصواته
- سمير شمص (المدبلج العربي في نسخة إيمدج برودكشن هاوس في مسلسل "السنافر")
- عبد الكريم عمر (المدبلج العربي الصوت الأول في نسخة استديو لبنان والمشرق في مسلسل "السنافر")
- إيلي ضاهر (المدبلج العربي الصوت الثاني في نسخة استديو لبنان والمشرق في مسلسل "السنافر")